# 埃德蒙兹 (华盛顿州)
埃德蒙兹（Edmonds）是美国华盛顿州斯诺霍米什县的一座城市。
根据2000年美国人口普查，共有39,515人，其中白人占87.83%、亚裔美国人占5.56%、非裔美国人占1.34%。

## 友好城市
- 日本碧南市